# Gerrit Sanner

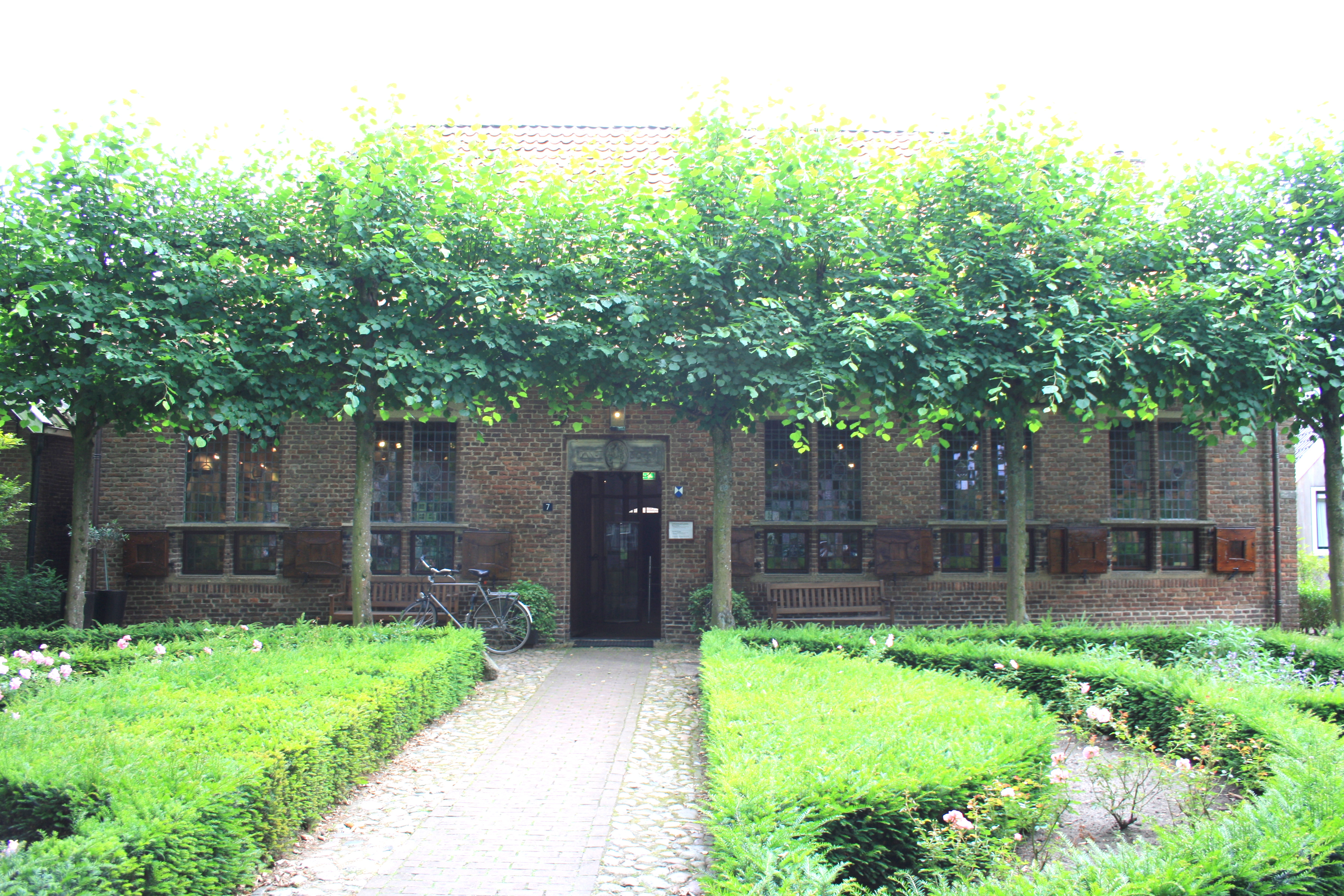
Het Schultehuis in Diever

Gerrit Hendrik Sanner (Dordrecht, 5 november 1909 - Groningen, 1 mei 1947) was een Nederlandse collaborateur in de Tweede Wereldoorlog.

## Levensloop
Sanner groeide op in Dordrecht en woonde later in Dubbeldam, Den Haag en vanaf 1939 in Amsterdam. Zijn moeder overleed toen hij 20 jaar oud was. Hij werkte onder andere als winkelbediende en in de bouw. Sanner was lid van de Nationaal-Socialistische Beweging en de Waffen-SS, waarmee hij aan het Oostfront vocht. Vanaf 1943 was Sanner aangesloten bij de Landwacht.  Na Dolle Dinsdag weken relatief veel NSB'ers uit de Randstad uit naar het noorden van het land waar zij zich veiliger waanden voor de oprukkende geallieerden. 
Samen met zeven andere Landwachters werd Sanner in september 1944 in het 17e-eeuwse Schultehuis in het Drentse Diever gestationeerd. De groep, die onder leiding van Sanner stond, week in oktober 1944 uit naar Norg. Daaraan dankte zij de naam Bloedploeg Norg. Zij maakten in de laatste maanden van de oorlog zeer actief jacht op het verzet en verhoorden zelf hun arrestanten. Deze werden gemarteld, bijvoorbeeld door ze onder water te houden in een badkuip die gevuld was met ijskoud water. Op het moment dat het water hun longen bereikte, werden ze weer boven water getrokken. Na verhoor leverden ze hun gevangenen vaak over aan de Sicherheitsdienst. Meerdere vonden de dood door executie of in een concentratiekamp. 
Met het einde van de oorlog dook Sanner onder in Den Haag. Bij een inbraak werd hij echter gepakt en vervolgens opgesloten in Veenhuizen. Daar werd de oud-Landwachtcommandant herkend. Hij werd voor het gerecht gebracht en hoorde de doodstraf tegen zich eisen. De rechter ging mee in het oordeel van de aanklager en het vonnis werd op 1 mei 1947 voltrokken.

## Persoonlijk
Sanner was driemaal getrouwd. Zijn eerste huwelijk liep uit op een echtscheiding, terwijl zijn tweede vrouw in 1936 overleed.